# Трёхгрошовая опера (фильм, 1931)
«Трёхгрошовая опера» (нем. Die Dreigroschenoper) — немецкий художественный фильм, поставленный Георгом Вильгельмом Пабстом по мотивам одноимённой пьесы Бертольта Брехта в 1931 году.

## История создания
Сенсационный успех спектакля, поставленного по «Трёхгрошовой опере» Б. Брехта и К. Вайля режиссёром Эрихом Энгелем в 1928 году в Театре на Шиффбауэрдамм, принёс широкую известность его создателям; в следующем сезоне пьеса шла уже в крупнейших городах Германии. Кинокомпания «Неро», задумав экранизацию «Трёхгрошовой оперы», поначалу предложила написать сценарий самому автору. Сценарий Брехта («Шишка») был острее пьесы, в частности, он позволил Мэкхиту стать директором Национального банка. Однако на киностудии сценарий, вопреки воле Брехта, был существенно переработан, и в результате сама пьеса утратила значительную часть своей остроты. Брехт по этому поводу судился с кинокомпанией, но проиграл процесс.
Ряд ролей в фильме исполнили актёры, игравшие в спектакле Э. Энгеля: Лотта Ленья сыграла Дженни и в театре, и на экране; роль пастора Кимбла исполнял Герман Тимиг, игравший Мэкки-Ножа в Театре на Шиффбауэрдамм в обновлённом составе 1929 года; в том же году в роли Полли Пичем на сцене выступила Карола Неер, сыгравшая Полли и в фильме. Эрнст Буш в спектакле играл констебля Смита, в фильме он стал Уличным певцом, исполняющим в кадре и за кадром знаменитую «Балладу о Мэкки-Мессере», а также «Песню о тщете человеческих усилий».

Премьера фильма состоялась в Берлине 19 февраля 1931 года. Представленная Г. В. Пабстом версия «Трёхгрошовой оперы» была весьма критически воспринята некоторыми рецензентами. Сам Брехт назвал фильм «невзрачной поделкой»; известный критик Герберт Иеринг писал: 
Пьеса Брехта и Вайля во сто раз больше звуковой фильм, чем этот монументальный окорок… Этот фильм — это как раз то, против чего написана „Трёхгрошовая опера“: пышность оформления, перегруженность… В театре: прыжок в окно, и Мэкхит в руках полиции. В фильме: дальний обходной путь, беготня, лазанье по крышам, ползанье. Всё то, чему Брехт в „Трёхгрошовой опере“ научился у американского кино, оказалось забытым Пабстом, который вернулся к обстоятельной, пустопорожней театральности. Хорошо, что нам показали этот фильм. Теперь мы знаем, чего достиг театр. Мы знаем, в каком направлении пойдёт его развитие».
Параллельно снималась также версия этого фильма на французском языке и с французскими актёрами в основных ролях. Единственный актёр, снявшийся в обеих версиях фильма — русский эмигрант Владимир Соколов в роли констебля Смита.
После прихода к власти нацистов в 1933 году пьесы Брехта и фильм Пабста были в Германии запрещены.

## Сюжет
События и эпизоды фильма открываются и комментируются зонгами в исполнении уличного певца (Эрнст Буш).
Уличный певец пытается привлечь внимание граждан к безнаказанности знаменитого лондонского бандита Мэкхита, по кличке Мэкки-Нож. Среди его слушателей — и сам Мэкхит; он знакомится с красавицей Полли Пичем и без лишних проволочек делает её своей очередной женой. Бандиты Мэкки-Ножа воруют всё, что нужно для роскошной свадьбы, и готовят церемонию в заброшенном пакгаузе в порту, приглашая для совершения обряда трусливого пастора Кимбла.
Начальник лондонской полиции Браун распекает своих подопечных за то, что они не смогли поймать никого из людей Мэкки с поличным, но как раз в этот момент приводят пойманного с поличным вора. Оказывается, он сдался нарочно, чтобы принести Брауну приглашение на свадьбу к Мэкки и Полли. Браун выпускает вора через чёрный ход.
После свадебной церемонии Полли возвращается к своим родителям. Её отец Пичем — вожак лондонских нищих, и он вовсе не рад тому, что породнился с Мэкки-Ножом. Он отправляется к Брауну и требует, чтобы тот поймал и посадил Мэкки, угрожая в противном случае устроить грандиозное шествие нищих в день коронации королевы. Браун говорит, что не знает, где Мэкки, но Пичем обещает всё устроить.
Полли предупреждает Мэкки, что Пичем хочет выдать его полиции. Мэкки решает на время скрыться, а власть в банде на это время передаёт жене. Полли берётся за дело всерьёз и на деньги банды приобретает контроль над небольшим банком в Сити, объявляя Мэкки его директором.
Пичем требует у Брауна исполнения договора. Браун отвечает, что Мэкки неуловим, и тогда Пичем начинает готовить исполнение своей угрозы — марш уличных попрошаек.
Даже женившись, Мэкки не намерен отказываться от прежних привычек и решает переждать опасность в борделе. Проститутка Дженни, узнавшая о свадьбе, ревнует Мэкки и из ревности выдаёт его полиции. Мэкки схвачен и посажен в тюрьму. Браун по уговору с Мэкки должен его выпустить, но по уговору с Пичемом не может этого сделать. Пока он мечется, размышляя, кого ему лучше обмануть, Дженни приходит в тюрьму и помогает Мэкки сбежать. В это же время посыльный из банка приносит залог за Мэкки — десять тысяч фунтов. Браун с удовольствием берёт деньги, придавая побегу Мэкки видимость «законности».
В это время Пичем организует обещанную демонстрацию нищих. Когда толпы попрошаек уже отправлены на улицы города с заданием сорвать коронационное шествие, Пичему сообщают, что Мэкки в тюрьме. Пичем пытается остановить нищих, но его никто не слушает, он едва не погибает под ногами своих подопечных. Браун во главе конной полиции готов разогнать попрошаек, но боится отдать приказ о применении силы в день коронации.
Воспользовавшись царящей в городе суматохой, Мэкки пытается скрыться, но внезапно сталкивается с одним из своих бандитов, который теперь одет как банкир. Бандит сообщает Мэкки, что за него заплачен залог и что он теперь директор банка. Мэкки отправляется в банк, чтобы принять дела у Полли. Туда же являются Пичем и Браун, которые потеряли свою работу и готовы работать под рукой нового хозяина Лондона — бандита и банкира Мэкки-Ножа.

## В ролях
- Рудольф Форстер — Мэкхит
- Карола Неер — Полли Пичем
- Фриц Расп — Пичем
- Валеска Герт — Селия Пичем
- Лотте Ленья — Дженни
- Рейнгольд Шюнцель — Браун
- Эрнст Буш — Уличный певец
- Герман Тимиг — пастор Кимбл
- Владимир Соколов — констебль Смит
- Жак Энли — Тайгер Браун (французская версия)

## Съёмочная группа
- Авторы сценария — Бертольт Брехт, Бела Балаж, Лео Ланиа, Ладислаус Вайда
- Режиссёр — Г. В. Пабст
- Оператор — Фриц Арно Вагнер
- Композитор — Курт Вайль
- Продюсер — Сеймур Небенцаль